# Oremus et pro perfidis Judaeis

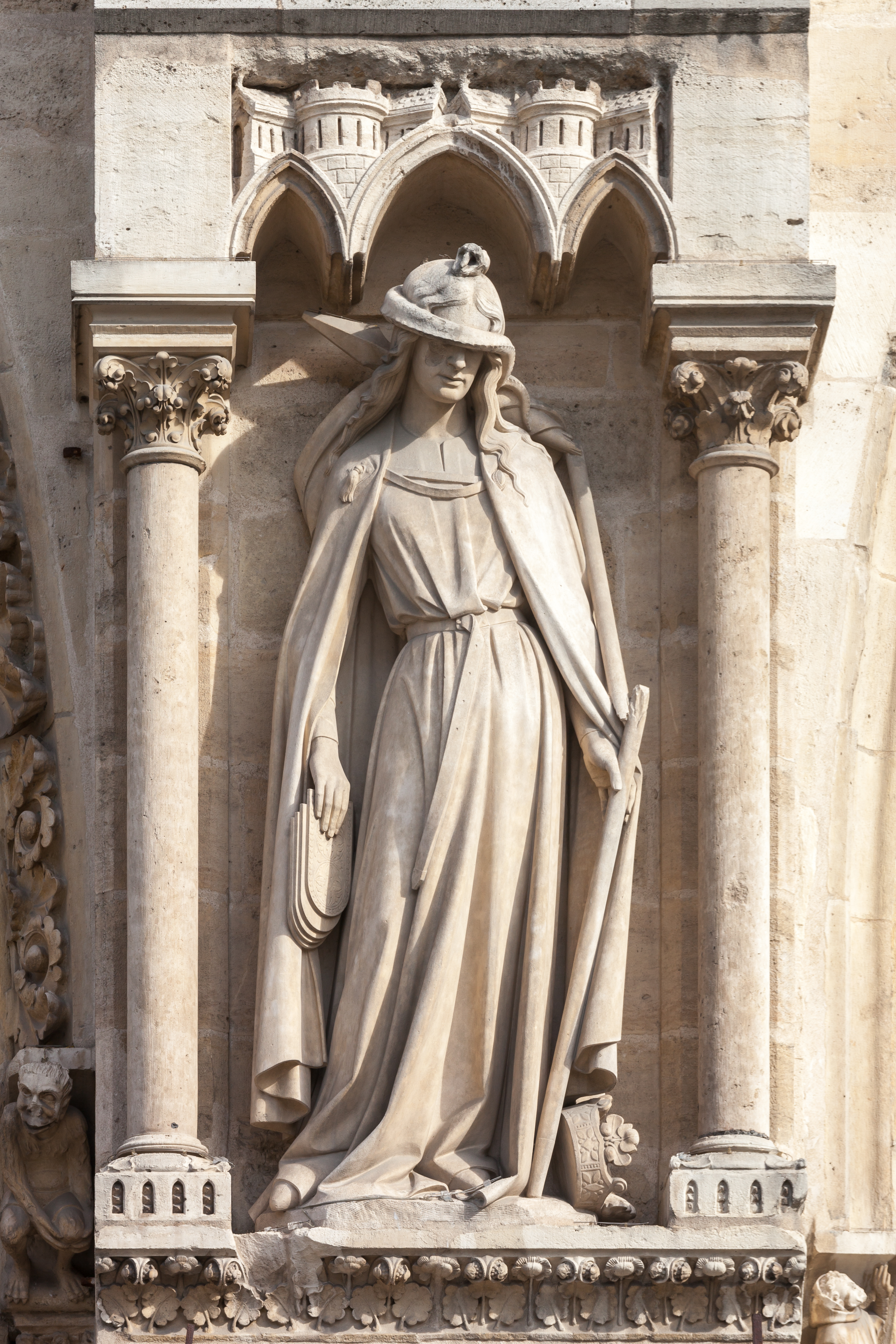
L’« aveuglement » du peuple juif contenu dans la prière est illustré par le stéréotype de la Synagogue aux yeux bandés, dont la « perfidie » est soulignée par le serpent qui lui couvre les paupières. Portail occidental de Notre-Dame de Paris (XIIIe siècle).

Oremus et pro perfidis Judaeis était l’exorde d’une oraison prononcée dans la liturgie catholique lors de la prière du Vendredi saint. Attestée au IXe siècle, cette expression latine signifiait originellement « Prions aussi pour les Juifs incroyants » au sens où ces derniers n'adhéraient pas à la foi chrétienne. Cependant, associée à des notions telles que les « ténèbres » et le « voile » censés « aveugler » les Juifs et dans le contexte d'un enseignement chargé d’antijudaïsme, elle est vite devenue un symbole de la fourberie attachée à la prétendue « perfidie juive », et a par là même contribué à l'expansion de l'antisémitisme.
En 1570, Pie V étend cette formulation à l'ensemble du catholicisme occidental. Elle reste en vigueur pendant près de quatre cents ans, jusqu’à ce que les termes insultants (perfidis et perfidiam) soient abolis par Jean XXIII en 1959.
Après le concile Vatican II (1962-1965), ces termes ne réapparaissent pas. De plus, les allusions à la volonté de convertir les Juifs sont supprimées : dans le missel de Paul VI, promulgué en 1970, la liturgie ne leur demande plus de reconnaître le Christ, acceptant ainsi le judaïsme en tant que religion à part entière.
Toutefois, le motu proprio Summorum Pontificum de Benoît XVI (2007) reprend la demande de conversion des Juifs au christianisme, initiative qui soulève des inquiétudes chez les Juifs ainsi que dans le milieu du dialogue judéo-chrétien.
Enfin, par le motu proprio Traditionis custodes (2021), le pape François abroge Summorum Pontificum. Le texte liturgique est désormais identique à celui de 1970 : « Prions pour les Juifs, à qui Dieu a parlé en premier : qu'ils progressent dans l'amour de son Nom et la fidélité à son Alliance. »

## Le Missel tridentin

### Les oraisons

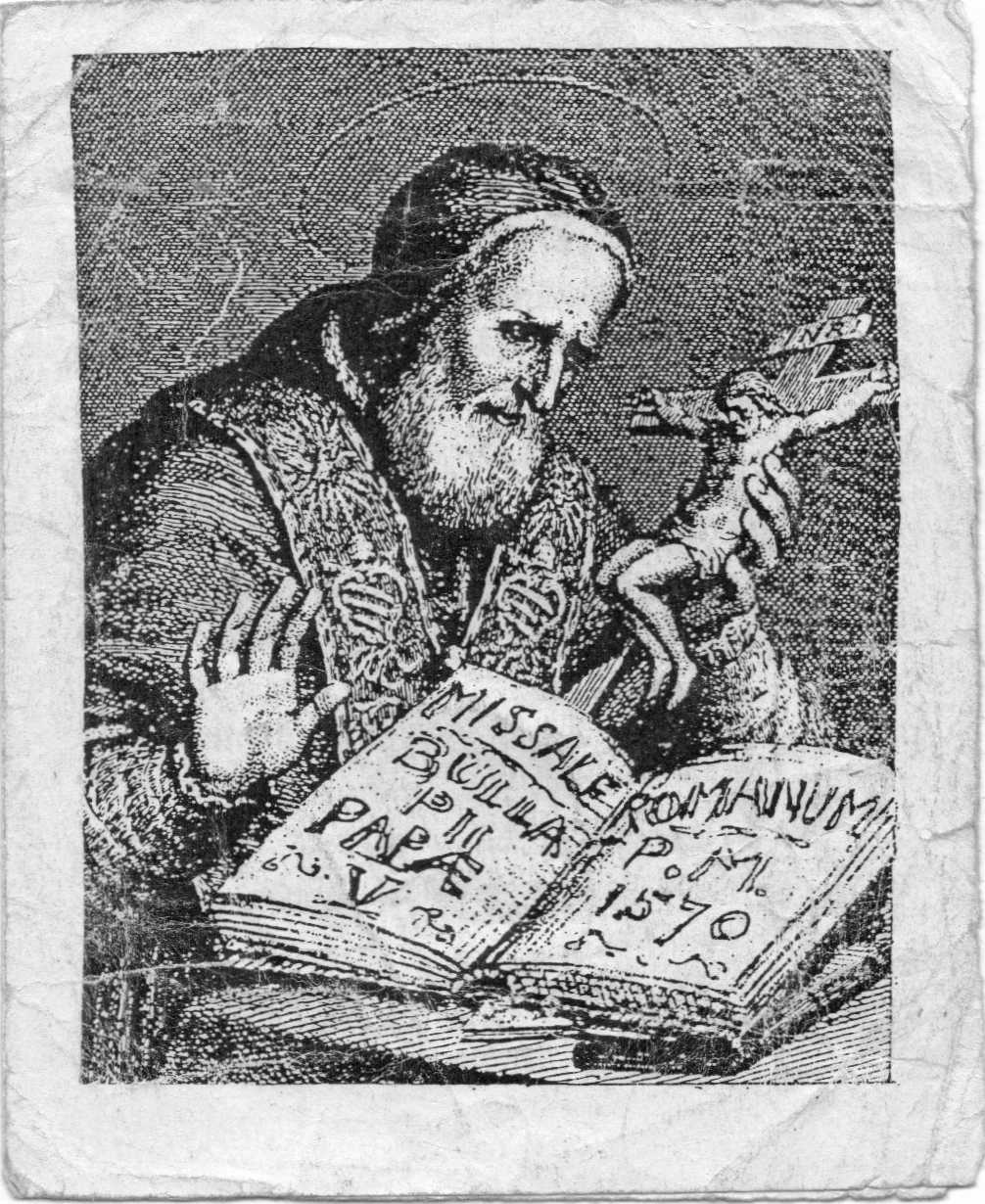
Portrait de Pie V dans l'un des premiers missels imprimés (vers 1600).

Dans l'Église catholique de rite latin, l'office du Vendredi saint comporte une prière universelle où se succèdent plusieurs oraisons concernant l'ensemble des chrétiens et des non chrétiens. Chacune de ces oraisons est précédée d'un exorde, c'est-à-dire d'une présentation de l’intention de prière.
Le Missel romain de Pie V, ou « Missel tridentin », resté en vigueur dans la liturgie catholique depuis sa promulgation en 1570 jusqu'au milieu des années 1950, définissait neuf intentions lors de cette prière du Vendredi saint : pour l'Église, le pape, le clergé, les chefs d'État, les catéchumènes, les êtres en détresse, les « hérétiques » (autrement dit les protestants), les Juifs et les païens. L'usage du Missel romain était obligatoire dans la totalité du christianisme occidental. 
L'origine de ces prières d'intercession est antérieure au VIIIe siècle car celles-ci se trouvent déjà dans le Sacramentaire gélasien et le Sacramentarium Gregorianum Hadrianum. L'oraison particulière pour les Juifs, notamment, est attestée dès le VIe siècle dans certaines provinces. L’exorde Oremus et pro perfidis Judaeis, déjà présent au VIIe siècle, est issu du Code de Théodose (438). Il demeurera inchangé jusqu'en 1959.

### La génuflexion
Huit des neuf oraisons étaient précédées d'une invitation à s'agenouiller et à prier ensuite en silence : Oremus, flectamus genua (« Prions, fléchissons les genoux »),. Quant à l'avant-dernière, celle pour les Juifs, elle dérogeait à cette règle depuis le VIIIe siècle,. L'explication figurait dans les missels : la génuflexion devait être omise, en référence à l'Évangile selon Matthieu (27:29), « pour ne pas rappeler l'affront fait en cette heure au Sauveur par les Juifs, qui s'agenouillèrent en se moquant de lui ». Cette justification répétait presque mot pour mot la déclaration de l'archevêque Amalaire de Metz au début du IXe siècle : « Dans toutes les prières, nous plions le genou, [...] sauf lorsque nous prions pro perfidis Judaeis. Car ceux-ci ont plié le genou devant le Christ, mais ont inversé une bonne coutume en son contraire, car ils l'ont fait en dérision », propos constamment repris durant tout le Moyen Âge.
En effet, contrairement à la thèse qui a prévalu jusqu'à la fin du XXe siècle dans l'historiographie des relations entre juifs et chrétiens, l'antijudaïsme est largement antérieur à la Première Croisade et au second millénaire. Capucine Nemo-Pekelman cite à cet égard les travaux de Michel Rouche et de Bruno Dumézil sur les violences antisémites de la Gaule mérovingienne à partir du VIe siècle.
La suppression de la génuflexion et de la prière silencieuse a été officiellement confirmée, de façon universelle et définitive, par la bulle pontificale Quo primum de Pie V en 1570. Elles n'ont été rétablies qu'en 1955 et remises en vigueur l'année suivante,.

### Le texte
Dans le Missel romain, le texte de la prière pour les Juifs est resté le suivant entre 1570 et 1959 (emphase ajoutée) :

« Oremus et pro perfidis Judaeis : Ut Deus et Dominus noster auferat velamen de cordibus eorum ut et ipsi agnoscant Jesum Christum Dominum nostrum. [...] Omnipotens sempiterne Deus qui etiam judaicam perfidiam a tua misericordia non repellis ; exaudi preces nostras quas pro illius populi obcaecatione deferimus, ut agnita veritatis tuae luce quae Christus est, a suis tenebris eruantur. [...] Amen. »

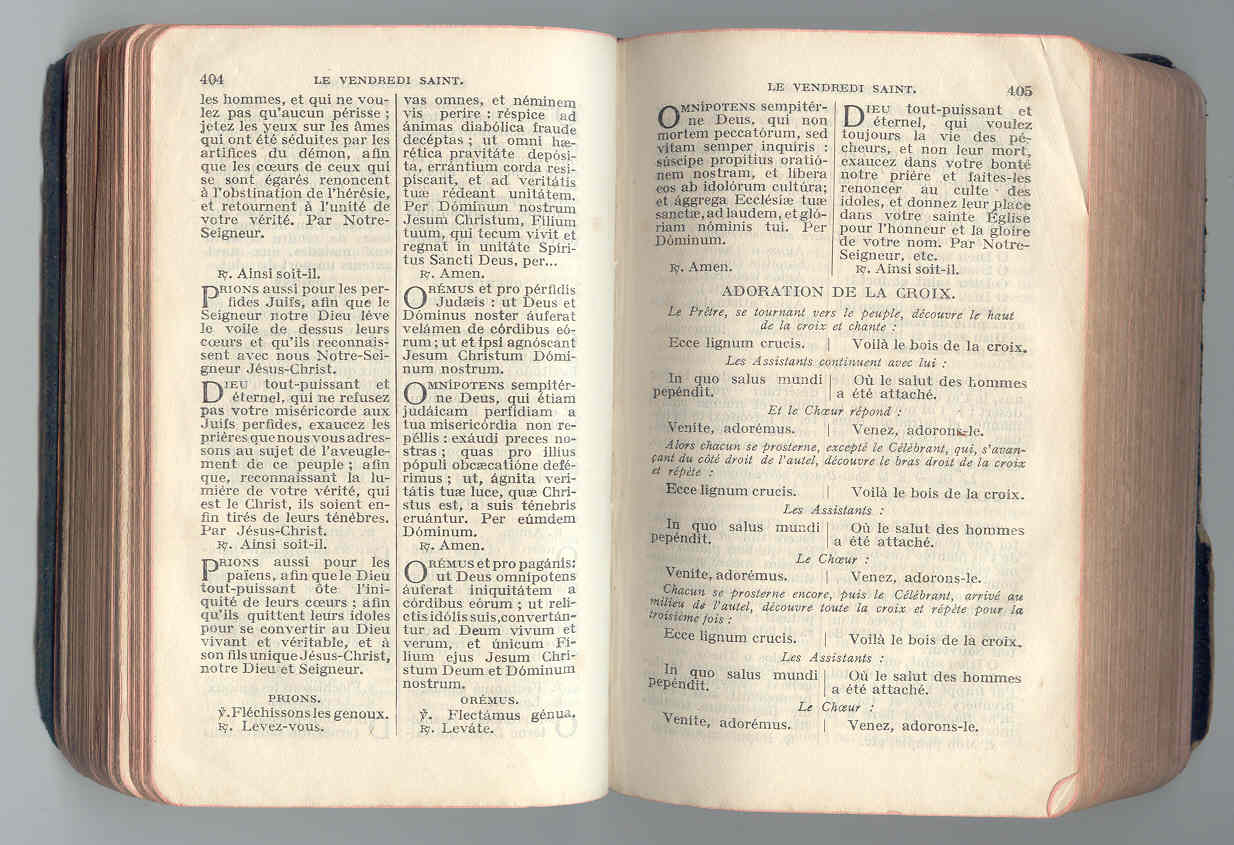
« Prions aussi pour les perfides Juifs » traduction du Nouveau Paroissien romain (français-latin), éd. Brepols (1924).

La plupart des missels francophones en donnaient cette traduction :

« Prions aussi pour les perfides juifs, afin que le Seigneur notre Dieu lève le voile de dessus leurs coeurs et qu'ils reconnaissent avec nous Notre Seigneur Jésus-Christ. [...] Dieu tout-puissant et éternel, qui ne refusez pas votre miséricorde aux juifs perfides, exaucez les prières que nous vous adressons au sujet de l'aveuglement de ce peuple ; afin que reconnaissant la lumière de votre vérité, qui est le Christ, ils soient enfin tirés de leurs ténèbres. [...] Ainsi soit-il. »

## Le débat sémantique

### Perfidusetperfidia
En latin classique, l’adjectif perfidus a le sens de « perfide, sans foi ». Toutefois, selon l’acception du bas latin ou latin d'Église utilisé lors de l’instauration de cette prière, perfidus peut être le simple antonyme de fidelis et donc signifier « non fidèle », « sans foi, infidèle, incrédule, incroyant, païen ».
Lorsque Bernhard Blumenkranz examine les occurrences de perfidia et de perfidus chez des écrivains chrétiens latins du Ve au XIe siècle, il conclut que la signification de ces termes varie d'un auteur à l'autre tout en ayant le plus souvent un sens religieux : « incroyance », « incroyant »,. Le sens de perfidia est dans certains cas plus péjoratif et devient « incroyance malveillante » ou « incroyance persécutrice ». Perfidia peut aussi signifier, selon les auteurs, « rupture de foi », « fausse croyance », « croyance erronée », « refus de croire » ou « manque de confiance ».

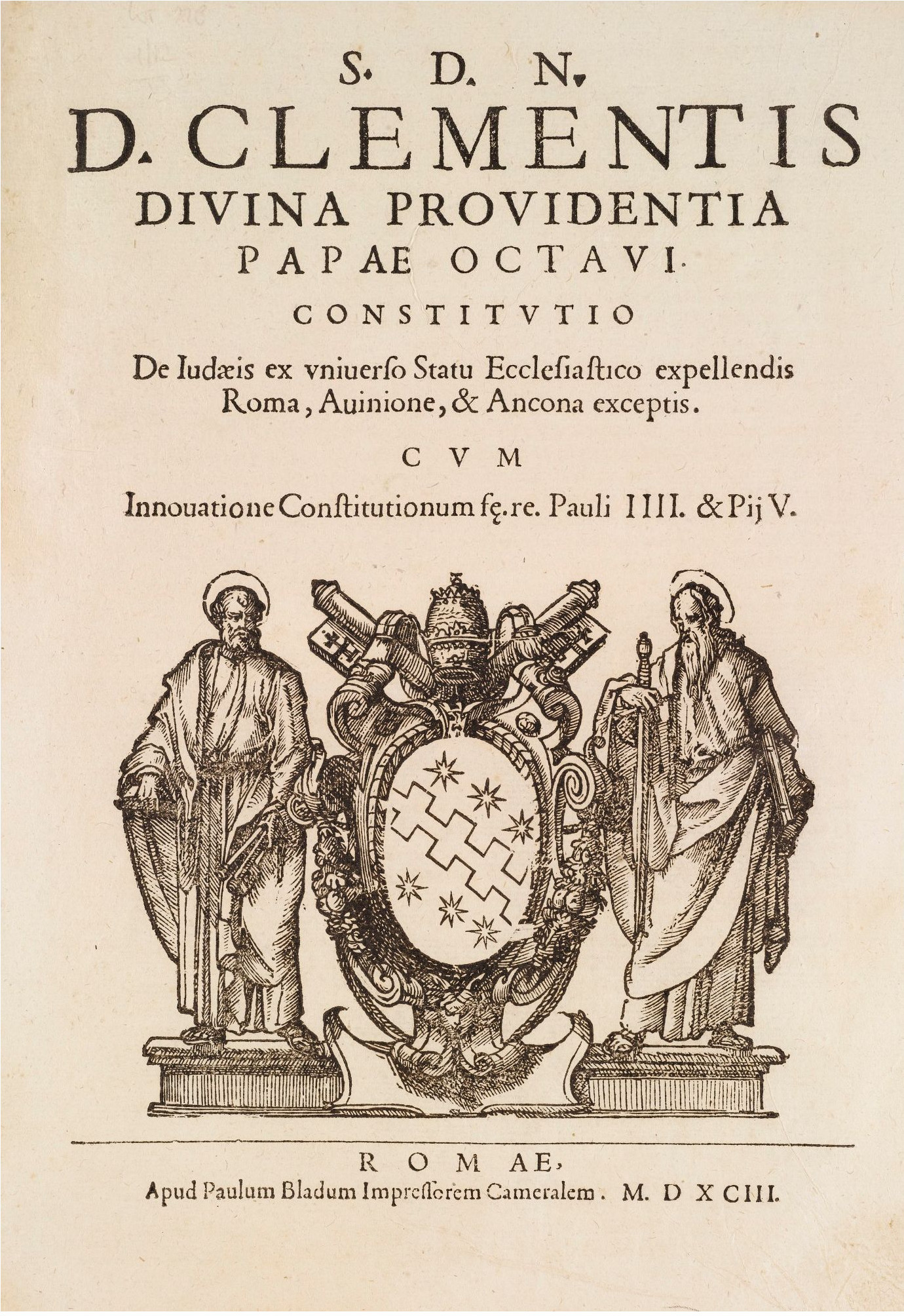
La bulle Caeca et obdurata Hebraeorum perfidia de Clément VIII expulsant les Juifs hors des États pontificaux (1593).

Michel Remaud observe que « ces termes n’avaient pas en latin le sens de “perfides” et de “perfidie” qu’ils ont acquis en français et dans les langues issues du latin. Ils signifiaient seulement que les juifs étaient “infidèles”, c’est-à-dire qu’ils n’adhéraient pas à la foi chrétienne ». Mais ce sens strictement étymologique n'empêchait en rien, ajoute-t-il, une interprétation nettement plus péjorative due à « l’enseignement chrétien courant, largement teinté d’antijudaïsme ». De même, l'historien Jules Isaac parle de « l'intention première, sincèrement miséricordieuse » de cette oraison. Il n'en dénonce pas moins, dans ce qu'il appelle l'« enseignement du mépris », les siècles de catéchèse qui ont persuadé les chrétiens de la perfidie juive et de son caractère satanique, soulignant le lien entre les pratiques de l'antisémitisme chrétien et le système hitlérien. Jules Isaac évoque notamment les « préjugés antijuifs, les sentiments de méfiance, de mépris, d'hostilité et de haine à l'égard des Juifs, qu'ils soient de religion israélite ou simplement de famille juive ».
Ces préjugés correspondent à la prétendue perfidia judaica qui a constitué pendant des siècles un thème récurrent des documents pontificaux relatifs aux Juifs et remontent à l'Antiquité tardive, avec notamment le concile d'Agde, dans les premières années du VIe siècle, qui condamne les « Juifs perfides », suivi par des bulles pontificales et des motu proprio portant des titres tels que Impia Judaeorum perfidia (1244), Antiqua Judaeorum improbitas (1581), Cum Hebraeorum malitia (1593) ou Caeca et obdurata Hebraeorum perfidia (1593).
En effet, même si le terme perfidia signifie originellement « infidélité », « manque de foi » ou « incrédulité », le contexte chargé d’antijudaïsme n'a pas tardé à le transformer en un synonyme de « fourberie ». L’influence du texte de l'oraison sur la perception des croyants a fait le reste, en aggravant la connotation négative de ce mot et en donnant une assise liturgique au thème du « peuple déicide », présenté comme coupable de la mort de Jésus « crucifié par le peuple juif réfractaire et aveugle, d'où s'ensuit le terrifiant mythe — à lui seul plus meurtrier que tous les autres — du crime de "déicide" ».

### Les traductions

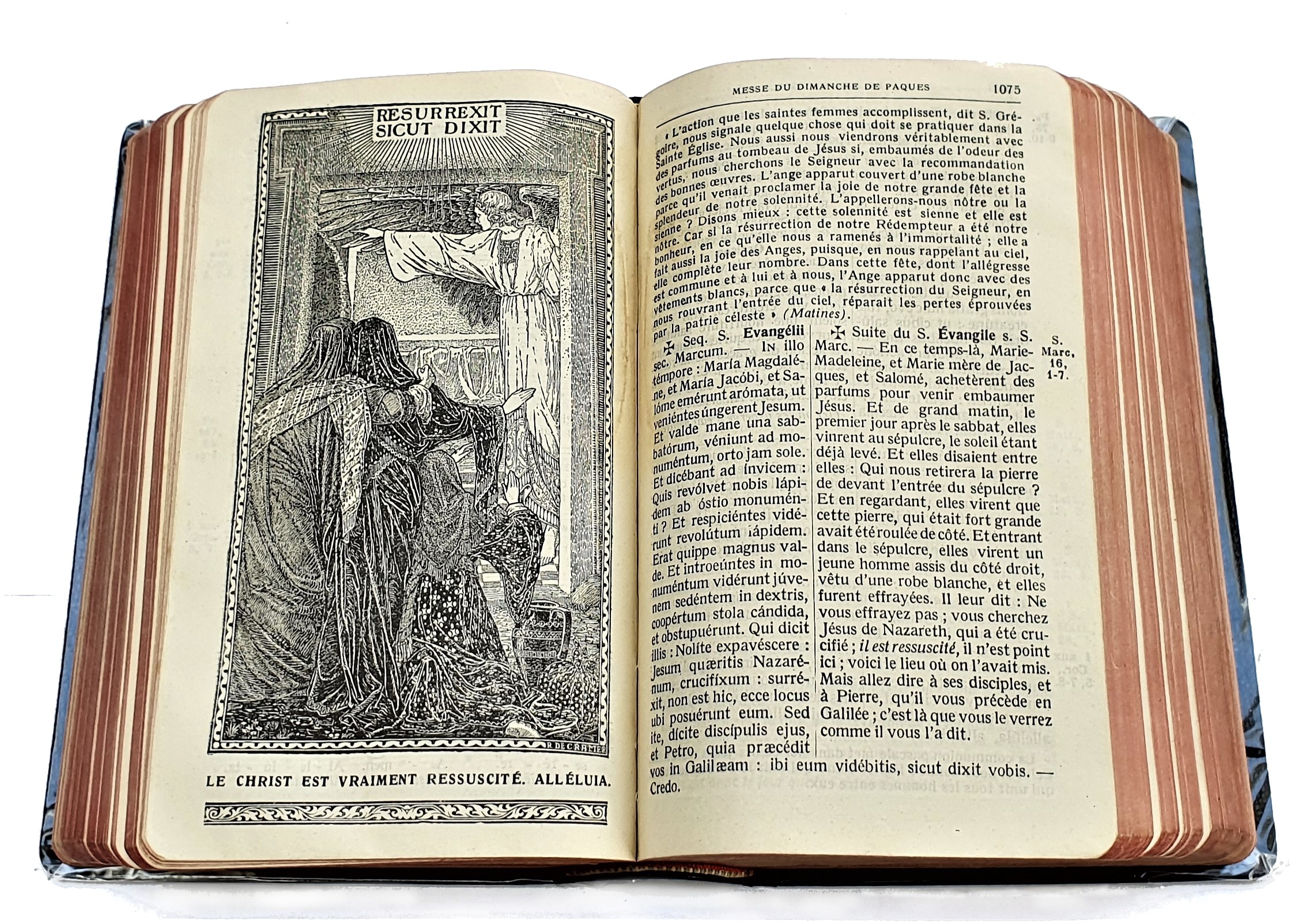
Missel de dom Lefebvre, illustrations de René de Cramer (1921).

Comme seul le latin était utilisé dans la liturgie catholique, le texte était identique d’un missel à l’autre. Mais, à partir du XVIIIe siècle et surtout du XIXe siècle, des éditions bilingues ont été publiées pour faciliter la compréhension des fidèles pendant l’office. Le missel, désormais genre littéraire à part entière, s'est alors répandu dans toutes les couches de la population jusqu'à devenir le cadeau de première communion par excellence.
Depuis cette époque, la traduction des textes liturgiques en langues communes a donc varié selon les éditeurs pourvu que ceux-ci aient reçu l’approbation de l’Église catholique : il existait en même temps, dans une même langue, plusieurs traductions autorisées.
L'historien Bernhard Blumenkranz rappelle que la plupart des missels francophones traduisaient perfidis par perfides. Par exemple, le Nouveau Paroissien romain de 1905 publié par les éditions Brepols traduisait « perfidis Judæis » par « perfides Juifs » et « judaicam perfidiam » par « Juifs perfides ». Toutefois, un ouvrage fort répandu dans la première moitié du XXe siècle, le Missel quotidien et vespéral de dom Lefebvre (1920), vendu à 100 000 exemplaires dès sa première année et réédité plus de 80 fois, traduisait ainsi l’exorde :  

« Prions aussi pour les Juifs parjures, afin que Dieu notre Seigneur ôte le voile de leurs cœurs et leur donne de connaître, eux aussi, Jésus-Christ notre Seigneur. »

Toujours dans le missel de dom Lefebvre, on enjoignait ensuite aux fidèles de ne pas s’agenouiller : 

« On ne répond pas : “Amen” et on ne dit pas “prions”, ni “mettons-nous à genoux”, ni “levez-vous”, mais on poursuit aussitôt. »

Enfin venait l’oraison :

« Dieu éternel et tout-puissant, qui n’écartez point de votre miséricorde même les Juifs parjures, écoutez les prières que nous vous adressons pour ce peuple aveuglé : donnez-leur de connaître la lumière de votre vérité, qui est le Christ, afin qu’ils soient arrachés à leurs ténèbres. Par le même Jésus-Christ, notre Seigneur qui vit et règne avec vous dans l’unité du Saint-Esprit, Dieu pour les siècles des siècles. Amen. »

En 1960, Blumenkranz préconise de traduire la première phrase par : « Prions aussi pour les Juifs incroyants, pour que notre Dieu et Seigneur enlève le voile de leurs cœurs et pour qu’eux aussi reconnaissent Jésus-Christ, notre Seigneur. » Il souligne : « Nous traduisons perfidia et perfidus par « incroyance » respectivement « incroyant ». » Il se réfère à son étude « Perfidia » ainsi qu’aux travaux de John Maria Oesterreicher et de Jules Isaac. Il note que « d’une manière générale, les morceaux liturgiques à caractère antijuif prononcé resteront toujours rares » dans l’histoire de l’Église, tout en relevant néanmoins des « exceptions » telles que « l’exhortation contre les Juifs par Roclen, évêque de Mâcon ».
Pour Michel Remaud, l'antijudaïsme de l’Église romaine reste à mettre en rapport avec celui des Églises d’Orient. Citant le prêtre Yohanan Elihai (Jean Leroy), il écrit : « Les mots perfidis et perfidiam – dont il faut se réjouir qu’ils aient disparu de la liturgie catholique – étaient sans commune mesure avec les formules que l’on trouve dans certaines liturgies orientales, byzantine, syrienne ou autres, sur la “race adultère et infidèle des juifs”, la “synagogue qui est condamnée”, “l’essaim des déicides, la race impie des juifs”, “le peuple maudit des juifs”, et autres amabilités ».

## L'enseignement du mépris

### La suppression de la génuflexion
L’expression pro perfidis Judæis s’inscrit dans la liturgie du Vendredi saint au VIIe siècle. Une centaine d'années plus tard, à la fin du VIIIe siècle, l’agenouillement et la prière silencieuse, qui accompagnaient les autres demandes de la prière universelle, sont abolis dans le cas de l'oraison pour les Juifs,.
Autant le choix des mots, du moins à l’origine, ne semble pas suspect à Bernhard Blumenkranz, autant l’abolition de la génuflexion lui paraît symptomatique. L'oraison pour laquelle les fidèles ne s’agenouillaient plus est devenue, depuis le VIIIe siècle, « fortement chargée d’une note d’hostilité qui en altérait profondément le sens et l’intention ».

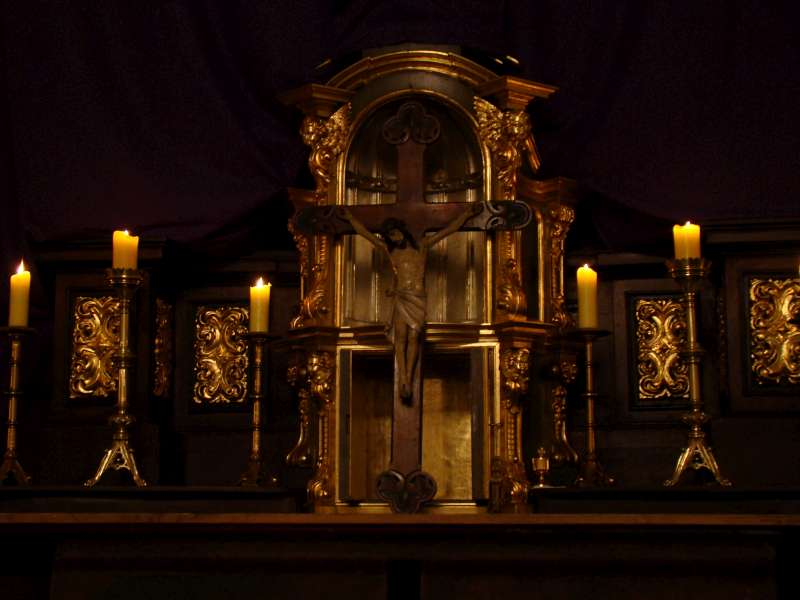
Le Vendredi saint à la chapelle du Saint-Esprit de Bytom (Pologne).

Pour Jules Isaac, on ne saurait parler d’antisémitisme populaire à cette époque et cette « brutale modification liturgique » que constitue la suppression de la génuflexion a donc toutes chances d’avoir été imposée par l’Église « comme un moyen de faire pression sur le peuple, de lui inculquer jusque dans la prière la forte dose nécessaire d’antijudaïsme ». En cela, son analyse diffère de celles d'Erik Peterson et de John Maria Oesterreicher, tous deux considérant que « le changement est originaire non de Rome mais de Gaule ». 
Cette modification a connu des applications variables : Jules Isaac mentionne à ce propos l’étude de Robert Fawtier selon laquelle la génuflexion « se serait maintenue à York jusqu’au XIIe siècle ». Toujours est-il que ce changement, poursuit Jules Isaac, « a été adopté, consacré et finalement partout imposé par Rome », se situant « dans la ligne, tracée par les Pères de l'Église, de l’enseignement du mépris ». La confirmation en est apportée, pour Jules Isaac comme pour Erik Peterson, par une innovation à peu près contemporaine de l'abolition de la génuflexion : l'introduction des Impropères dans la liturgie, texte probablement inspiré par Méliton de Sardes et son Homélie de Pâques datant du IIe siècle.
Or les Impropères (les « reproches ») accusent ouvertement les Juifs du crime de déicide et, dans leurs affirmations, « l'enseignement du mépris a trouvé […] son plus puissant renfort ». Parallèlement à la suppression de la génuflexion, les Impropères se sont répandus à travers toute l'Europe aux XIe et XIIe siècles, puis intégrés à l'ordo romain au XIVe siècle.

### La double offense
Bernhard Blumenkranz établit lui aussi une corrélation entre la suppression de l'agenouillement et une forme de mépris. Il écrit : « La prière elle-même ne comporte aucune pointe antijuive. Mais, la pointe elle-même lui fut ajoutée – intentionnellement ou par simple erreur – à partir du VIIIe siècle. C’est alors que nous rencontrons la première fois l’instruction, dans un ordo romain de la messe, de s’abstenir de la génuflexion lors de la prière pour les Juifs. »
Dans Genèse de l’antisémitisme (1956), Jules Isaac indique trois sources principales à sa réflexion. Comme Bernhard Blumenkranz, il accorde une importance primordiale à la suppression de la génuflexion lors de la prière pour les Juifs et y voit un « caractère offensant, méprisant ». L'intention « miséricordieuse » du début a selon ses propres termes « dégénéré dès le premier millénaire en une double offense » : d'une part « l'offense verbale », c'est-à-dire l'interprétation péjorative des mots perfidis et perfidiam, et d'autre part « l'offense du geste », autrement dit « l’abandon de la génuflexion » un siècle après l’instauration de la prière, c’est-à-dire à l'époque de Charlemagne. À ses yeux, cette « offense du geste » est la plus « grave » des deux.
Le thème de la double offense, celle du geste aggravant celle des mots, est confirmé notamment par l'évêque Pierre Mamie : « Ce glissement fut aggravé, à partir du VIIIe siècle, par le fait que cette oraison, contrairement aux autres intentions qui forment cette prière universelle, ne fut plus précédée ni d’un agenouillement, ni d’une intercession silencieuse. »

### Le concile de Trente
Le concile de Trente, qui s'achève en 1563, ne porte pas d'accusation de déicide spécifique contre le peuple juif. En effet, le Catéchisme du concile de Trente (1566), examinant le rôle du genre humain dans la Passion du Christ, précise que les péchés de l’humanité tout entière sont responsables de la Crucifixion, la faute des chrétiens étant plus grande, car ils sont plus conscients de la gravité de leurs actes.

« Il faut ensuite exposer les causes de la Passion, afin de rendre plus frappantes encore la grandeur et la force de l’Amour de Dieu pour nous. Or, si on veut chercher le motif qui porta le Fils de Dieu à subir une si douloureuse Passion, on trouvera que ce furent, outre la faute héréditaire de nos premiers parents, les péchés et les crimes que les hommes ont commis depuis le commencement du monde jusqu’à ce jour, ceux qu’ils commettront encore jusqu’à la consommation des siècles. [...] »

« Nous devons donc regarder comme coupables de cette horrible faute ceux qui continuent à retomber dans leurs péchés. Puisque ce sont nos crimes qui ont fait subir à Notre-Seigneur Jésus-Christ le supplice de la Croix, à coup sûr ceux qui se plongent dans les désordres et dans le mal crucifient de nouveau dans leur cœur, autant qu’il est en eux, le Fils de Dieu par leurs péchés, et Le couvrent de confusion. Et il faut le reconnaître, notre crime à nous dans ce cas est plus grand que celui des Juifs. Car eux, au témoignage de l’Apôtre, s’ils avaient connu le Roi de gloire, ils ne L’auraient jamais crucifié. Nous, au contraire, nous faisons profession de Le connaître. Et lorsque nous Le renions par nos actes, nous portons en quelque sorte sur Lui nos mains déicides. »

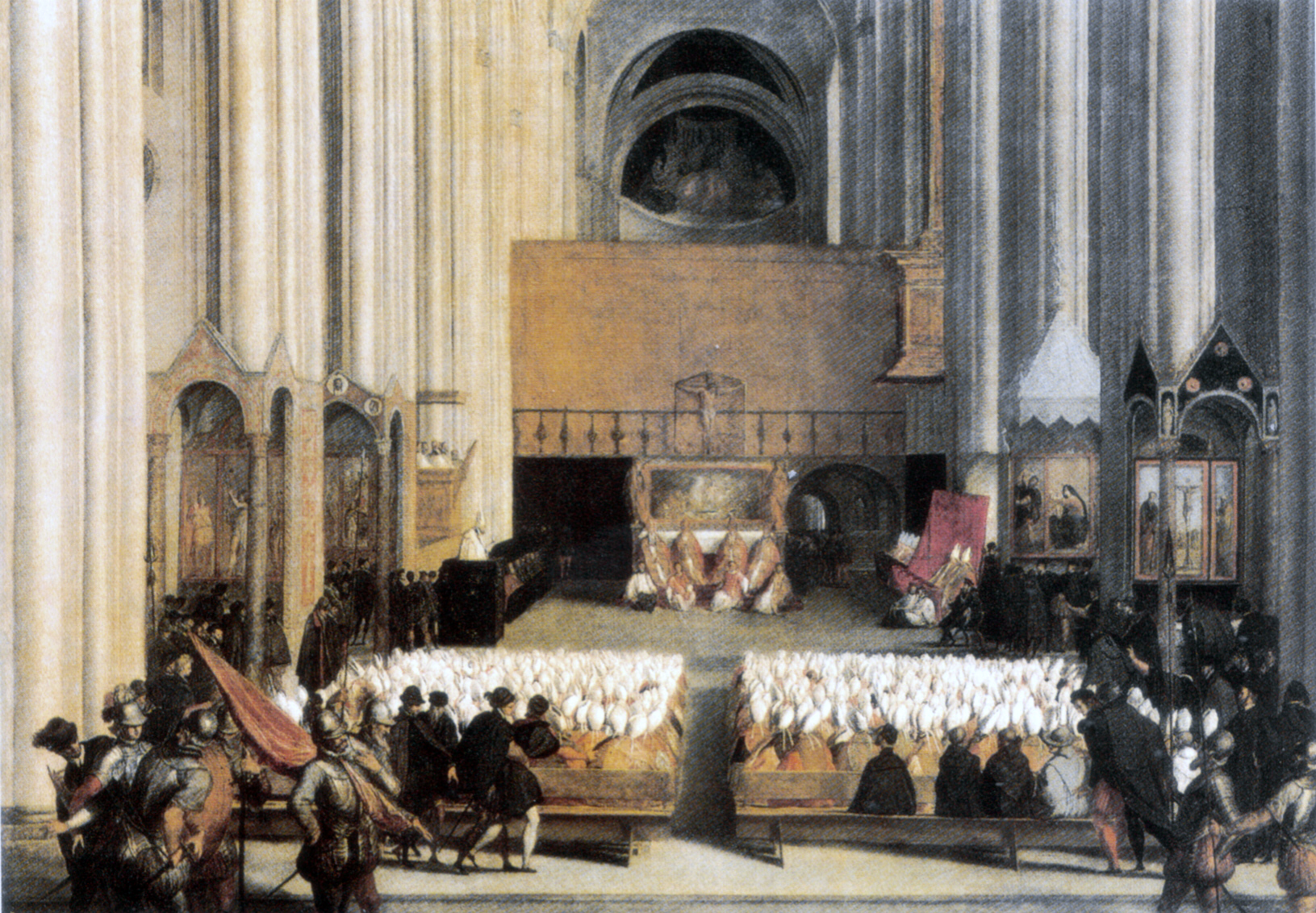
Clôture du concile de Trente, attr. à Paolo Farinati.

Pour Xavier Léon-Dufour, parler de « peuple déicide » à propos du peuple juif relève donc du « mensonge » et de la « calomnie », ainsi que de l'« injustice » envers le concile de Trente. Il note au passage que Jules Isaac a cité cette dernière phrase dans L'Enseignement du mépris (1962), en reprenant l'une des traductions qui emploient l'expression « nos mains déicides » au sujet des chrétiens. Or cet adjectif même ne figure pas dans le texte latin, qui est « Et tamen factis negantes, quodammodo violentas ei manus videmur inferre » et serait mieux rendu par « Et cependant nous le renions par nos actes et portons ainsi sur lui des mains violentes ».
Néanmoins, l'accusation de « déicide » à l'encontre des Juifs resurgit dès 1569, trois ans après le concile de Trente, avec Hebraeorum gens, bulle pontificale de Pie V qui expulse les Juifs des États pontificaux, à l'exception de Rome, d'Ancône et du Comtat Venaissin. Pie V conserve la formulation de l'Oremus et pro perfidis Judaeis dans le Missel romain. Sa bulle Quo primum du 14 juillet 1570 confère à ce missel une valeur universelle, puisque à partir de ce moment son utilisation devient obligatoire pour tous les catholiques de rite latin.

## Premières tentatives de révision

### L'année 1808 en Toscane
S'appuyant sur les recherches de Giuseppe Maria Croce, archiviste du Vatican, l'historien Sergio Luzzatto indique qu'après l'annexion de la Toscane à la France en 1808, Napoléon a imposé deux exigences à propos du Vendredi saint : d'une part, les paroissiens devaient prier pour lui en tant qu'« empereur très chrétien », et d'autre part les termes perfidis et perfidiam, jugés trop « injurieux » à l'égard des Juifs, devaient être traduits respectivement par « aveugles » et « cécité ». L'ensemble des diocèses de Toscane se sont conformés à ces deux directives. Aussi les évêques de Chiusi et Pienza, de Pescia, de Pistoia et Prato, de Fiesole et de Livourne, le vicaire général de Florence et l'archevêque de Pise envoient-ils des circulaires dans leurs diocèses pour demander la bénédiction de l'empereur des Français et le changement de la formule concernant les Juifs. Cependant, le pape Pie VII s'y oppose : autant il donne son autorisation pour la bénédiction de Napoléon, autant il refuse la modification liturgique au motif que « un tel changement, aujourd'hui, signifierait que l'Église s'est trompée jusqu'ici », et cette réforme est donc abandonnée.

### Les années 1920 et les Amici Israel

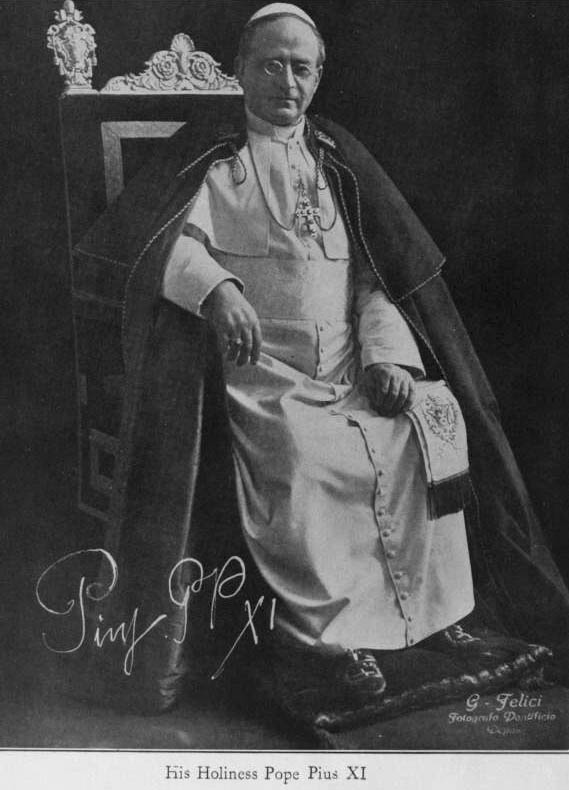
Le pape Pie XI.

La révision de la prière du Vendredi saint est à l’ordre du jour pendant l’entre-deux-guerres, en particulier après la création à Rome, le 24 février 1926, de l’Opus sacerdotale Amici Israel. Destinée à orienter la politique du Saint-Siège dans un sens plus favorable au peuple juif, l'association vise notamment à « propager les idéaux du sionisme parmi les catholiques » tout en les encourageant à un « apostolat fondé sur l'amour et la charité ». Cela implique la conversion des Juifs, selon la tradition catholique et conformément à la prière Oremus, mais dans une optique différente, définie par Pie XI lors de l'Année sainte 1925 dans une intention spéciale : « Regardez enfin avec miséricorde les enfants de ce peuple qui fut, jadis, votre préféré ; que sur eux aussi descende, mais aujourd'hui en baptême de vie et de rédemption, le Sang qu'autrefois ils appelaient sur leurs têtes »,.
Les Amici Israel sont uniquement des membres du clergé, et dès sa deuxième année d’existence, l'association réunit 19 cardinaux, 300 évêques et environ 3 000 prêtres.
La première mission que se donne l’association consiste à faire supprimer le mot perfidis dans la prière du Vendredi saint. Or, il se trouve que Pie XI entretient des rapports cordiaux avec Alessandro da Fano, le grand-rabbin de Milan, dont il a suivi le cours d'hébreu au séminaire et qu'il a reçu plusieurs fois en audience,,. Le pape demande à la Congrégation des rites d’élaborer une réforme en ce sens. Il charge le moine bénédictin Ildefonso Schuster, spécialiste de l'histoire de la liturgie, d'examiner la question. Celui-ci se déclare favorable à la réforme et sa correspondance montre qu'il considère l'oraison comme une « coutume superstitieuse ». La Congrégation des rites émet alors un avis positif et sollicite l'aval du Saint-Office. 

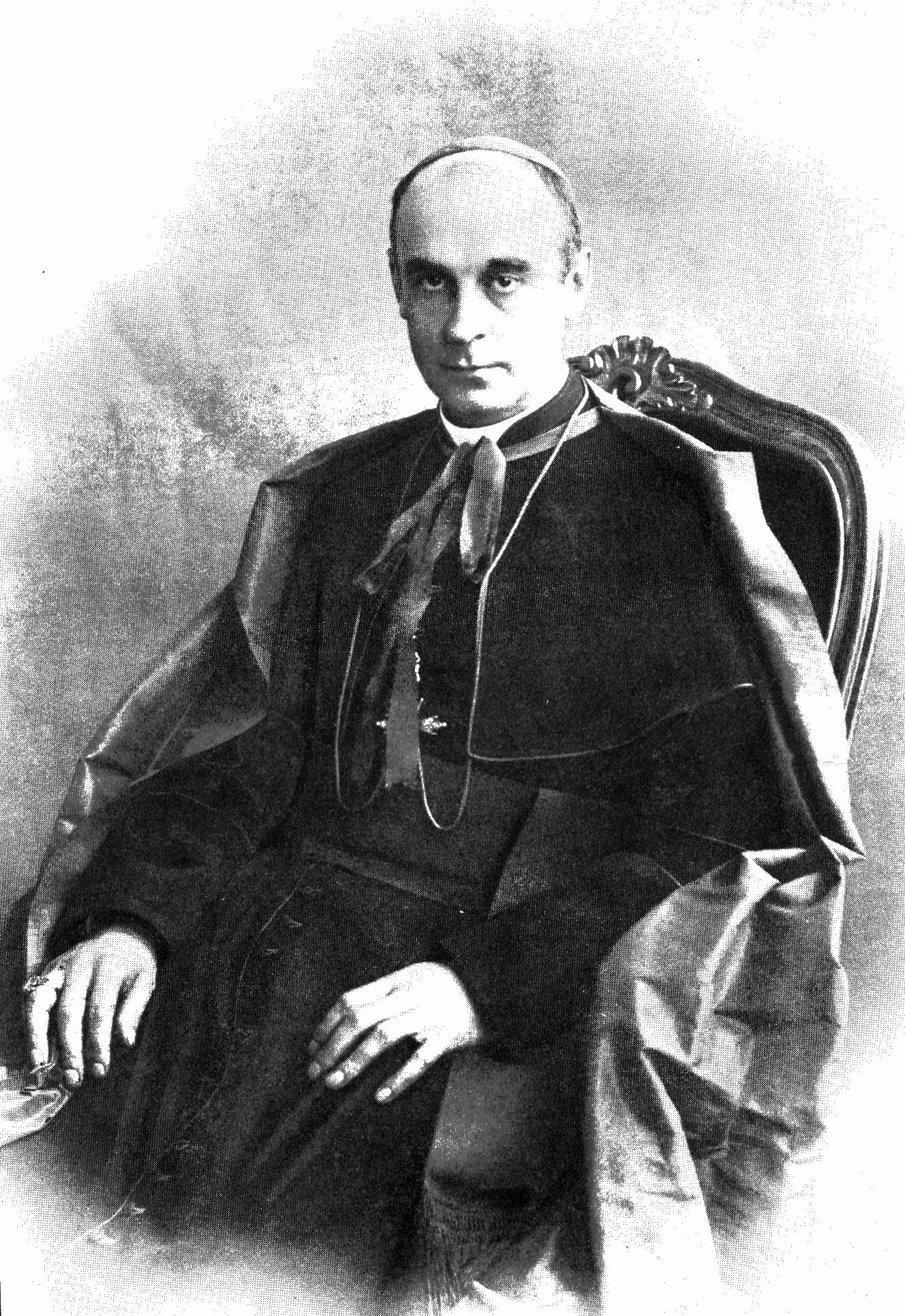
Rafael Merry del Val.

La Curie lui oppose alors une fin de non-recevoir, assortie d’un refus du cardinal Rafael Merry del Val, préfet du Saint-Office, au motif qu’il s’agirait de transformer une prière « inspirée et sanctifiée » par les siècles et exprimant sa « répugnance pour la rébellion et la trahison du peuple élu, perfide et déicide ». Ildefonso Schuster, quant à lui, se voit contraint de confesser son « erreur » devant le Saint-Office.
Parallèlement, l'Opus sacerdotale poursuit ses campagnes en lien avec les représentants du mouvement sioniste européen. À l'inverse, sur la question de la création d'un État juif en Palestine, Pie XI préconise une attitude « réservée ». Selon Philippe Chenaux, une partie des laïcs de l'association en serait venue à souhaiter la création d'une nouvelle religion, une « Église chrétienne juive », ce que le Vatican ne pouvait tolérer : si les Amici Israel avaient pour objectif la conversion totale du peuple juif, c'était au prix d'une certaine « hébraïsation de l'Église ».
Ces diverses raisons font que l'Opus sacerdotale Amici Israel est aboli le 25 mars 1928 par un décret du Saint-Office,. Revenant sur les audaces doctrinales imputées aux Amici Israel, le père jésuite Joseph Bonsirven justifie quelques mois plus tard le décret de suppression en incriminant des « exagérations » qui ont fini par verser dans une « apologie du judaïsme » et menacer « l’intégrité de la foi catholique ». Il rappelle que, en matière de conversion d’Israël, l’Église possède déjà des institutions « qui font depuis des années la preuve de leur fécondité, de leur sécurité » en exerçant « les mêmes activités » que l'association des Amici Israel, qui « pouvait donc être supprimée, puisqu’elle ne présentait pas toutes les garanties de prudence ».
Toutefois, Pie XI exige que cette dissolution soit assortie d'une condamnation de la haine envers les Juifs, l'Église ayant toujours prié pour ce peuple « dépositaire des promesses divines jusqu'à Jésus-Christ, malgré l'aveuglement continuel de ce peuple, bien plus, à cause même de cet aveuglement »,. Pie XI condamne résolument « la haine contre le peuple autrefois choisi par Dieu, cette haine qu'aujourd'hui l'on a coutume de désigner communément par le nom d'"antisémitisme" »,. Quant à l'abbé Schuster, Pie XI le crée cardinal et archevêque de Milan l'année suivante, durant l'été 1929.

## Après la Shoah

### Les dix points de Seelisberg
Au lendemain de la Seconde Guerre mondiale et de la découverte officielle des camps de concentration, plusieurs personnalités interviennent à titre privé afin d’infléchir l’attitude de l’Église à propos des Juifs,. Par exemple, Jacques Maritain écrit le 12 juillet 1946 à Giovanni Battista Montini (futur pape Paul VI) « une longue lettre en forme de supplique » à la suite du refus du cardinal Hlond et de l'épiscopat polonais de condamner les pogroms, comme celui de Kielce, qui continuent encore en Pologne. Il est alors ambassadeur de France près le Saint-Siège et agit en accord avec Charles Journet et d'autres catholiques. De même, le 26 avril 1948, à la demande du président du Comitato ricerche deportati ebrei, Maritain adresse à Montini une note bibliographique sur le Pro perfidis Judæis où il fait référence au terme perfidus et à l'omission de la génuflexion lors de la prière. Le 3 juin de la même année, Montini lui confie que la réflexion sur cette prière est en cours et que, dans la prochaine édition du missel, le mot perfidis sera sans doute modifié.

Le Grand Hôtel Sonnenberg de Seelisberg, où s'est tenue la conférence en 1947. Photographie de 1948.

En juillet-août 1947, a lieu en Suisse la conférence de Seelisberg pour étudier les causes de l’antisémitisme et la responsabilité des chrétiens dans la Shoah. Parmi les participants juifs et chrétiens, se trouvent Jules Isaac, le grand-rabbin Jacob Kaplan, le grand-rabbin Alexandre Safran, le cardinal Charles Journet, le théologien Jean de Menasce et le prêtre Paul Démann. Le texte de la déclaration publiée à l’issue de la conférence (les « dix points de Seelisberg ») doit beaucoup aux dix-huit propositions formulées en 1946 par Jules Isaac dans son Jésus et Israël pour l'apaisement des relations entre juifs et chrétiens,.
Dans Genèse de l’antisémitisme, Jules Isaac commente l’évolution de l’Église après la conférence de Seelisberg : « Des auteurs catholiques, tels qu’Erik Peterson (qui invoque l’autorité du cardinal Schuster) et surtout le théologien J. M. Oesterreicher, se sont appliqués à démontrer que, dans le latin d’église, perfidus ne signifie ni “perfide”, ni “parjure”, ni “déloyal”, ni “traître”, mais “incroyant” ou “infidèle”. » Il ajoute que cette « argumentation », qui n’est « pas pleinement convaincante » à ses yeux, a néanmoins « conduit à un résultat positif qui n’est pas négligeable ». De fait, la Congrégation des rites a émis en 1948 un avis selon lequel « le sens exact de cette expression latine » a été rendu « dans diverses traductions » par « des expressions qui ont paru blessantes à l’égard de ce peuple ». La Congrégation déclare ensuite ne pas désapprouver des traductions telles que « infidélité, infidèles en matière de religion ». Cette déclaration, « d’une extrême prudence », toujours selon Jules Isaac, marque « un changement d’attitude, méritoire, puisqu’elle implique l’intention de réparer le mal commis par un usage plus que millénaire — et d’ailleurs loin d’être complètement abandonné».

### La réforme liturgique de 1955
Après avoir promulgué Mediator Dei (1947), première encyclique entièrement consacrée à la liturgie,  Pie XII crée le 28 mai 1948, la Commission pour la réforme liturgique, en marge de la Congrégation des rites. Elle comprend huit membres sous la présidence du cardinal Clemente Micara, puis du cardinal Gaetano Cicognani à partir de 1953. Son secrétaire est Annibale Bugnini. Cette commission a pour objectif de traiter la réforme du rituel du Vendredi saint (1951) puis de la Semaine sainte (1955).
À la suite de ses travaux, la liturgie connaît une première transformation en 1955. Le nouvel Ordo Hebdomadae Sanctae reprend les trois termes qui apparaissent dans les autres intentions de la prière du Vendredi saint : « Oremus », « Flectamus genua », « Levate », tandis que le reste du texte reste inchangé. Cette réforme consiste donc en un retour au VIIIe siècle, avec la génuflexion et la prière silencieuse. Elle attribue des titres aux différentes oraisons, celle pour les Juifs étant intitulée « Pro conversione Judaeorum ».
Elle est prescrite par le décret Maxima Redemptoris nostrae mysteria, en date du 16 novembre 1955, et appliquée pour la première fois lors du Vendredi saint de 1956.
Avec ce rétablissement de la génuflexion, comme pour « tous les autres Oremus », Jules Isaac constate : « Voilà donc supprimée l’offense du geste. » Il remarque à ce propos : « Au cours d’une audience pontificale, nous avions attiré sur ce point la bienveillante attention du Souverain Pontife. ». En effet, Isaac, reçu le 16 octobre 1949 en audience privée par Pie XII, lui avait parlé de l'omission de l'agenouillement dans la prière pour les Juifs.

### La suppression de laperfidia(1959)
Au mois de mars 1959, Jean XXIII supprime les termes incriminés, perfidis et perfidiam, à l’occasion du premier Vendredi saint qui suit son élection au pontificat. Il officialise cette décision par une circulaire du vicariat de Rome en date du 21 mars 1959,. Cette mesure est étendue à l'ensemble de l'Église catholique par un décret du 5 juillet 1959 de la Congrégation des rites. Le Missel romain de 1962 utilise cette nouvelle version, dans la formulation de 1959, après correction par Jean XXIII : 

« Oremus et pro Iudaeis. Ut Deus et Dominus noster auferat velamen de cordibus eorum, ut et ipsi agnoscant Iesum Christum Dominum nostrum. [...] Omnipotens sempiterne Deus qui Iudaeos etiam [et non plus etiam Iudaicam perfidiam] a tua misericordia non repellis ; exaudi preces nostras, quas pro illius populi obcaecatione deferimus ; ut, agnita veritatis tuae luce, quae Christus est, a suis tenebris eruantur. »

« Prions aussi pour les juifs. Que notre Dieu et Seigneur retire le voile de leurs cœurs, pour qu'eux aussi reconnaissent Jésus-Christ notre Seigneur. (Prions. Fléchissons les genoux. Levez-vous.) Dieu éternel et tout-puissant, qui n'écartes pas même les juifs de ta miséricorde, exauce nos prières, que nous te présentons pour ce peuple aveuglé, afin que, ayant reconnu la vérité de ta lumière, qui est le Christ, ils soient arrachés à leurs ténèbres. Par ce même Jésus-Christ notre Seigneur. Amen. »

L’importance de ce changement apparaît à l'occasion d'un incident survenu en présence de Jean XXIII : pendant la célébration du Vendredi saint de 1963, l’officiant prononce par erreur les paroles de l'ancienne liturgie. Le pape interrompt alors l'office et exige que l'on reprenne depuis le début en appliquant les nouvelles dispositions.

## VaticanIIet ses suites

### Nostra Ætate(1965)

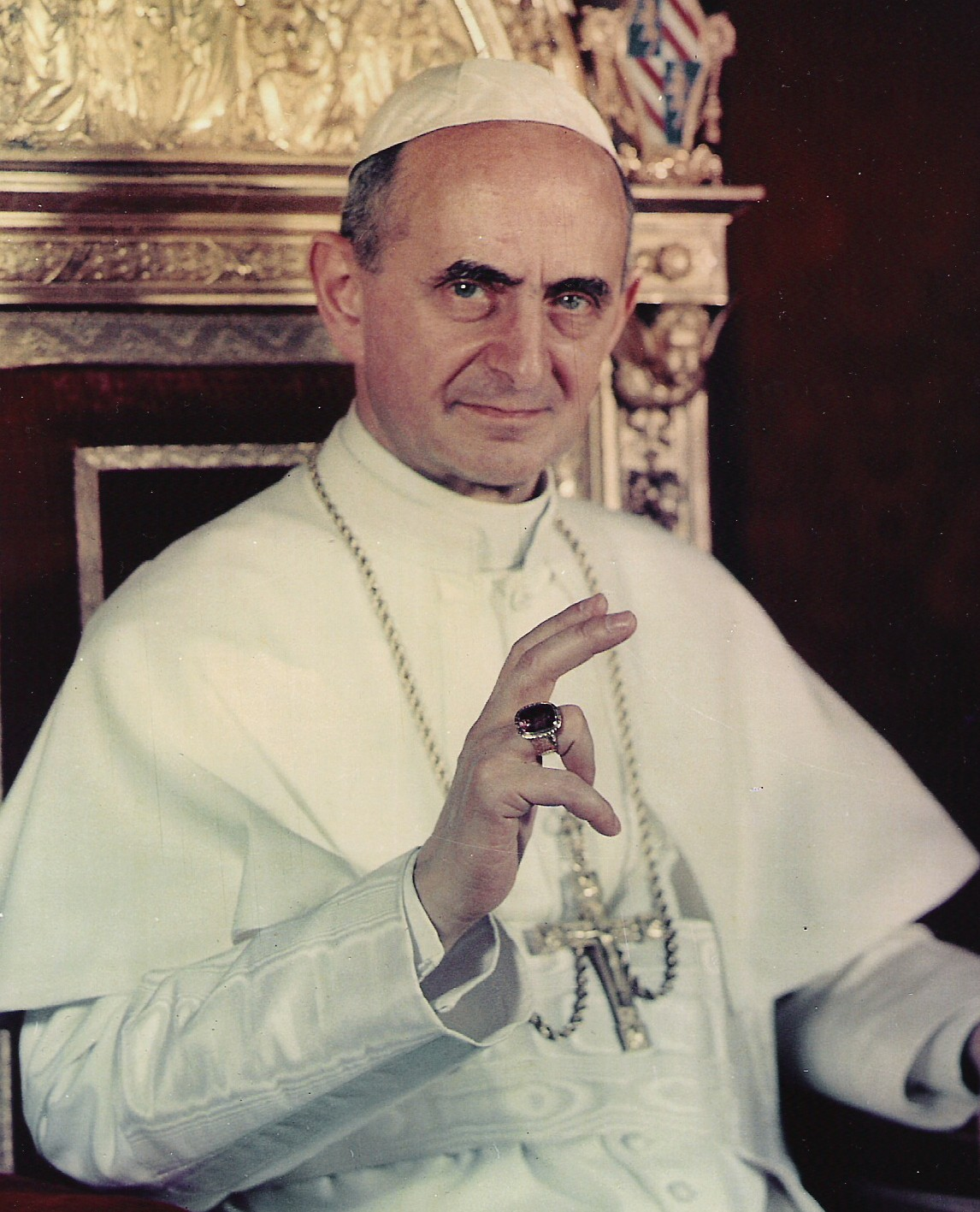
Le pape Paul VI.

Sous la direction du pape Paul VI, le concile Vatican II réexamine les relations du christianisme avec le judaïsme et consacre à ce sujet la section 4 de la déclaration Nostra Ætate du 28 octobre 1965. Cette déclaration est largement inspirée par John Maria Oesterreicher, tout comme les « dix points de Seelisberg » l’avaient été par Jules Isaac.
Les réformes de Paul VI portent également sur la prière du Vendredi saint. En effet, observe Michel Remaud, « même après la suppression par Jean XXIII de l’adjectif perfidis, l’oraison continuait à employer des formules que l’on pouvait considérer comme blessantes pour les juifs ». C’est pourquoi, en 1966, avec le nouveau missel, Paul VI promulgue une nouvelle prière, qui, à nouveau modifiée en 1969, entre en vigueur à partir de 1970 :

« Prions pour les Juifs, à qui Dieu a parlé en premier : qu’ils progressent dans l’amour de son Nom et la fidélité de son Alliance. (Tous prient en silence. Puis le prêtre dit :) Dieu éternel et tout-puissant, toi qui as choisi Abraham et sa descendance pour en faire les fils de ta promesse, conduis à la plénitude de la rédemption le premier peuple de l’Alliance, comme ton Église t’en supplie. Par Jésus, le Christ, notre Seigneur. »

Cette version est toujours employée aujourd'hui dans le rite romain. Elle est reprise dans la dernière édition typique – l'édition de référence, produite par l'Imprimerie vaticane — du Missel romain, approuvée en 2000 par Jean-Paul II et publiée en 2002.

### Summorum Pontificum(2007)
Le 7 juillet 2007, Benoît XVI, par le motu proprio intitulé Summorum Pontificum, facilite l'emploi du Missel de 1962 pour ceux qui en font la demande. Jusqu'à présent, le Vatican autorisait cet usage par deux textes datant du pontificat de Jean-Paul II (Quattuor abhinc annos en 1984 et Ecclesia Dei en 1988), mais en réservant cette possibilité aux seuls évêques, tandis que le motu proprio de Benoît XVI permet aux curés et même aux fidèles d'en décider. Cette initiative de Benoît XVI répond à sa volonté de réconciliation à l'intérieur de l’Église catholique, afin de résorber la crise traditionaliste en donnant satisfaction aux franges qui se réclament de l'archevêque schismatique Marcel Lefebvre.
Or, si les mots perfidis et perfidiam avaient déjà disparu de l'édition typique de 1962, le début du texte indiquant simplement « Prions aussi pour les Juifs », il y était toujours question du « voile de leurs cœurs », de la nécessité pour les Juifs de reconnaître Jésus-Christ, de « ce peuple aveuglé » et de « leurs ténèbres ».
C’est pourquoi l’acte de Benoît XVI suscite de vives inquiétudes dans les milieux juifs. En particulier, le grand-rabbin ashkénaze d’Israël, Yona Metzger, et le rabbin David Rosen (en), acteur important des relations judéo-chrétiennes, ainsi que le centre Simon-Wiesenthal et l’Anti-Defamation League, s'interrogent sur l'avenir du dialogue interreligieux. De même, le grand-rabbin de Rome, Riccardo Di Segni, n’y voit qu’une atténuation cosmétique de l'antijudaïsme du texte originel de 1570, qui fait reculer d'un demi-siècle le dialogue judéo-catholique. Le cardinal secrétaire d’État Tarcisio Bertone ayant évoqué l'existence de prières juives susceptibles de blesser les chrétiens, Riccardo Di Segni répond que les Juifs n’exigent pas des autres qu’ils se convertissent à leur foi et que leur liturgie ne se réfère plus aux chrétiens depuis des siècles. Il conclut que seul le respect de l’identité de l’autre rend le dialogue possible.
C’est pourquoi Benoît XVI donne en février 2008 une nouvelle version, :

« Prions aussi pour les Juifs, afin que le Seigneur notre Dieu éclaire leur cœur, de manière qu’ils reconnaissent Jésus-Christ comme le sauveur de tous les hommes. [...] Dieu éternel et tout-puissant, qui veux que tous les hommes soient sauvés et viennent à reconnaître la vérité, accorde que tout Israël soit sauvé par la foule des nations entrant dans ton Église. »

Les termes relatifs à l'« aveuglement » et aux « ténèbres » sont supprimés, mais le fond n'a pas varié : il s’agit toujours de prier pour que les Juifs reconnaissent Jésus comme le sauveur. Pour plusieurs commentateurs, cette version rejoint donc l'ancienne tradition, celle qui entendait convertir les Juifs au christianisme, et, par rapport à Nostra Ætate, laisse coexister deux discours difficilement compatibles. Cette modification rencontre ainsi des réserves parmi des catholiques, lesquels considèrent l'utilisation de cette prière dans la forme extraordinaire du Missel romain, comme un retour en arrière par rapport à la déclaration Nostra Ætate,.

### Traditionis custodes(2021)

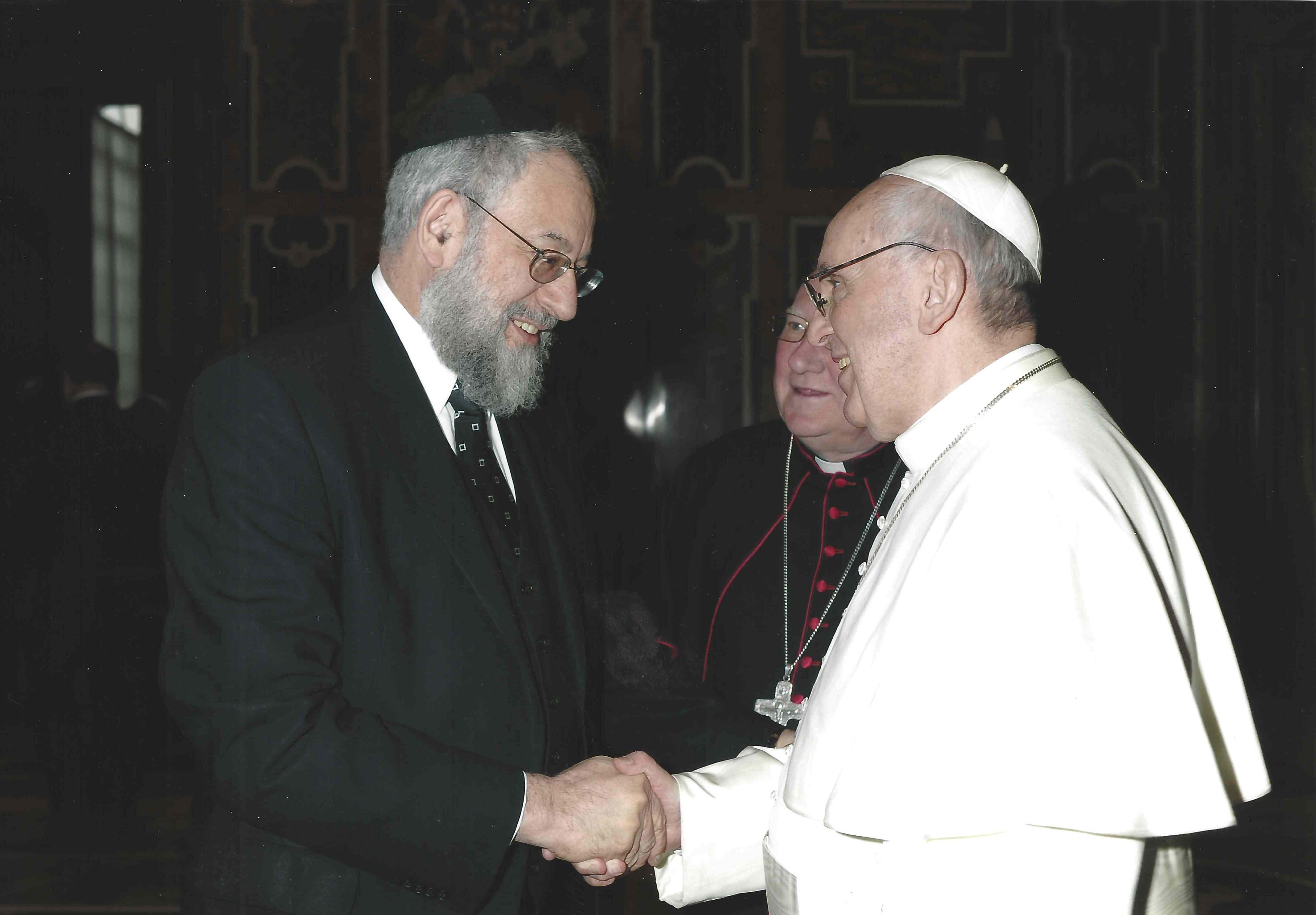
Le pape François et Lawrence Schiffman en 2020.

Par le motu proprio Traditionis custodes publié le 16 juillet 2021, le pape François abroge Summorum Pontificum. Le souverain pontife se fonde notamment sur une enquête menée en 2020 auprès de l'épiscopat mondial qui a conclu que l'usage du Missel de 1962 s'accompagnait souvent d'un rejet du concile Vatican II et risquait de diviser l'Église.
Prenant effet immédiat, Traditionis custodes indique que seuls les livres liturgiques publiés conformément aux décrets de Vatican II par Paul VI et Jean-Paul II constituent la norme du rite romain. Il appartient exclusivement aux évêques diocésains d'autoriser l'utilisation du Missel de 1962, en suivant les directives du siège apostolique, afin de rétablir l’unité dans l’Église de rite romain.
Concernant la prière pour les Juifs, le texte communément employé est donc celui de 1970 :

« Prions pour les Juifs, à qui Dieu a parlé en premier : qu'ils progressent dans l'amour de son Nom et la fidélité à son Alliance. Dieu éternel et tout puissant, toi qui as choisi Abraham et sa descendance pour en faire les fils de ta promesse, conduis à la plénitude de la rédemption le premier peuple de l’Alliance, comme ton Église t’en supplie. »

Cette formulation insiste sur le fait que « cette assemblée d'Israël, qui est l'assemblée du Seigneur », a reçu en la Torah une parole à la fois « singulière », « totale » et « plénière », selon le message de l'Épître aux Romains (11:29) : « Les dons et l'appel de Dieu sont sans repentance ». Ainsi, conclut l'archevêque Pierre d'Ornellas dans un document publié en 2023 par la Conférence des évêques de France, « Dieu d'Israël qui s'est révélé et qui a suscité son assemblée ne cesse pas d'y être présent ».

### Ouvrages en français
- Paule Berger-Marx, Les Relations entre les juifs et les catholiques dans la France de l'après-guerre 1945-1965, Parole et silence, 2009, 549 p. (ISBN 9782845737464)
- Bernhard Blumenkranz, Juifs et chrétiens dans le monde occidental, 430-1096, Paris-Louvain, Peeters, 2006 (1re éd. 1960) (lire en ligne)
- Philippe Chenaux, Entre Maurras et Maritain, Cerf, 1999 (ISBN 9782204060448)
- Danielle Cohen-Levinas (dir.) et Antoine Guggenheim (dir.), L'Antijudaïsme à l'épreuve de la philosophie et de la théologie, Seuil, 2016 (ISBN 978-2-02-129548-1)
- Jean Dujardin, L’Église catholique et le peuple juif : Un autre regard, Calmann-Lévy, 2003
- Yohanan Elihai, Juifs et chrétiens d’hier à demain, Paris, Cerf, 1990
- Marie-Thérèse Hoch et Bernard Dupuy, Les Églises devant le judaïsme. Documents officiels 1948-1978, Cerf, 1980
- Jules Isaac, Jésus et Israël, Fasquelle, 2000 (1re éd. 1949)
- Jules Isaac, Genèse de l’antisémitisme, Calmann Lévy, coll. « Agora », 1956
- Jules Isaac, L'Enseignement du mépris, Grasset, 2004 (1re éd. 1962) (ISBN 9782246171829)
- Éric Palazzo (préf. Pierre-Marie Gy, o. p.), Le Moyen Âge, Des origines au XIIIe siècle, Beauchesne, coll. « Histoire des livres liturgiques », 1993 (lire en ligne)
- Michel Remaud, L’Église au pied du mur : Juifs et chrétiens, du mépris à la reconnaissance, Bayard, 2007
- Béatrice de Varine, L’Église catholique et le peuple juif au fil des siècles. De l'apôtre Pierre au pape François, Artège/Lethielleux, 2020
- Hubert Wolf, Le Pape et le Diable, CNRS/Biblis, 2009 (ISBN 978-2-271-06825-5), « Juifs perfides ? »
  - Réédition : Hubert Wolf, Le Pape et le Diable, CNRS/Biblis, 2014 (ISBN 978-2-271-08003-5)

### Articles en français
- Thérèse M. Andrevon, « Le mystère d'Israël dans l'œuvre de Jacques Maritain », Recherches de science religieuse, t. 101, no 2,‎ 2013, p. 211-231 (DOI 10.3917/rsr.122.0211, lire en ligne)
- Bernhard Blumenkranz, « Perfidia », Archivium Latinitatis Medii Aevi, t. 22, no 2,‎ 1952, p. 157-170 (DOI 10.3406/alma.1951.2325)
- Lorenzo Cappelletti, « Pro Iudaeis », 30 Giorni, no 11,‎ 2007 (lire en ligne, consulté le 27 janvier 2025)
- Yves Chevalier, « Le combat de Jacques Maritain contre l’antisémitisme » [PDF], 4 janvier 2005 (consulté le 27 janvier 2025).
- Carol Iancu, « Les réactions des milieux chrétiens face à Jules Isaac », Revue d'histoire de la Shoah, t. 1, no 192,‎ 2010, p. 157-193 (DOI 10.3917/rhsho.192.0157, lire en ligne)
- Arnaud Join-Lambert, « Richesses de Vatican II à (re)découvrir », Questions liturgiques, vol. 1, no 91,‎ 2010, p. 42-63 (DOI 10.2143/QL.91.1.2047029).
- Haïm Korsia et Étienne Vetö, « Renouveler et approfondir la fraternité », in Conférence des évêques de France, Nostra Ætate : 60 ans de dialogue avec les religions non chrétiennes, « Documents Épiscopat » no 13, février 2025, p. 84-95.
- Menahem Macina, « Essai d’élucidation des causes et circonstances de l’abolition, par le Saint-Office, de l’Opus sacerdotale Amici Israel (1926-1928) », dans Juifs et chrétiens, entre ignorance, hostilité et rapprochement (1898-1998), Lille, Travaux Recherches de l’Université, 2003 lire en ligne
- Daniele Menozzi, « "Perfidie judaïque" : un débat sur l’accueil de la modernité dans l’Église », dans Giovanni Vian (dir.), The Papacy in the Contemporary Age, École normale supérieure de Pise, coll. « Studi di Storia » (no 5), 2018 (DOI 10.30687/978-88-6969-239-0/006, lire en ligne)`
- Capucine Nemo-Pekelman, « Bernhard Blumenkranz, Juifs et chrétiens dans le monde occidental (430-1096), compte rendu », Archives de sciences sociales des religions, no 148,‎ octobre-décembre 2009 (DOI 10.4000/assr.21103, lire en ligne)
- John Maria Oesterreicher, « Pro perfidis Judaeis », Cahiers sioniens, no 1,‎ 1947, p. 85-101.
- Michel Remaud, « Dialogue et profession de foi », Un Écho d'Israël,‎ 21 février 2008
- Olivier Rota, « L'Association de Prières pour Israël (1903-1966) », Bulletin du Centre de recherche français à Jérusalem, vol. 13,‎ 2003, p. 6-21 (lire en ligne).
- Alexandre Safran, « Mes souvenirs de la conférence de Seelisberg (1947) et de l'abbé Journet », dans Judaïsme, anti-judaïsme et christianisme: Colloque de l'université de Fribourg, 16-20 mars 1998, éditions Saint-Augustin, 2000, p. 13-22.
- Pierre Savy, « Benoît XVI et la "prière pour les Juifs". Retour sur une polémique judéo-chrétienne récente », sur laviedesidees.fr, Collège de France, 28 avril 2008 (consulté le 27 janvier 2025)
- « L’ecclésiologie au miroir du complexe "théologico-politique" : le cas d’Erik Peterson », Calenda,‎ 20 octobre 2014 (DOI 10.58079/r1h, lire en ligne)

### Autres langues
- (de) Peter Bürger, « Pro perfidis Judaeis », Telepolis, Heise Medien,‎ 6 septembre 2007 (lire en ligne [archive du 12 octobre 2022])
- (en) Peter M. Marendy, « Anti-Semitism, Christianity, and the Catholic Church: Origins, Consequences, and Reponses », Journal of Church and State, Oxford University Press, vol. 47, no 2,‎ 2005, p. 289-307 (JSTOR 23920780, lire en ligne)
- (it) Andrea Nicolotti, « Perfidia iudaica. Le tormentate vicende di un'orazione liturgica prima e dopo Erik Peterson », dans G. Caronello (ed.), Erik Peterson. La presenza teologica di un outsider, Città del Vaticano, Libreria Editrice Vaticana, 2012 (lire en ligne), p. 477-514.
- (la) Erik Peterson, « Perfidia Judaica », Ephemerides liturgicae, vol. 50,‎ 1936
- (it) Elio Toaff, Perfidi giudei, fratelli maggiori, Mondadori, 1990 (ISBN 8804334096)
- (de) Hubert Wolf, « Liturgischer Antisemitismus? Die Karfreitagsfürbitte für die Juden und die Römische Kurie (1928–1975) », dans Florian Schuller, Giuseppe Veltri, Hubert Wolf (dir.), Katholizismus und Judentum. Gemeinsamkeiten und Verwerfungen vom 16. bis zum 20. Jahrhundert, Regensburg, Pustet, 2005 (ISBN 3-7917-1955-6), p. 253–269.
- (de) Hubert Wolf, « Pro perfidis Judaeis. Die Amici Israel und ihr Antrag auf eine Reform der Karfreitagsfürbitte für die Juden (1928). Oder Bemerkungen zum Thema katholische Kirche und Antisemitismus », Historische Zeitschrift, no 279,‎ 2004, p. 611–658